# Vamos a la Discoteca
Singles de Paradisio
Bandolero
(1996) Dime Como
(1997)
Vamos a la Discoteca est une chanson du groupe belge d'eurodance Paradisio sortie en mai 1997 sous le label CNR Music. Troisième single extrait de l'album du même nom Paradisio, la chanson est écrite par Luc Rigaux, Patrick Samoy et María Isabel García Asensio.

## Formats et liste des pistes

### CD maxi
Europe (1997)
1. "Vamos a la Discoteca" (Holiday Party Remix) - 6:02
2. "Vamos a la Discoteca" (Rio Club Remix) - 6:13
3. "Vamos a la Discoteca" (Original Club Extended Mix) - 8:53
4. "Vamos a la Discoteca" (Hypnotyka Sun Remix) - 5:38
5. "Vamos a la Discoteca" (Video Edit Mix) - 3:53

## Classements
| Chart (1997)                       | Meilleure position |
| ---------------------------------- | ------------------ |
| Belgique (Ultratop 50 Flanders)    | 20                 |
| Belgique (Ultratop 50 Wallonia)    | 18                 |
| Finlande (Suomen virallinen lista) | 3                  |
| France (SNEP)                      | 18                 |
| Italie (FIMI)                      | 9                  |
| Norvège (VG-lista)                 | 6                  |
| Suède (Sverigetopplistan)          | 3                  |

| Chart (1997)                    | Position |
| ------------------------------- | -------- |
| Belgique (Ultratop 50 Flanders) | 87       |
| Belgique (Ultratop 50 Wallonia) | 93       |
| Italie (FIMI)                   | 57       |